# Aviaction
Aviaction (offiziell Aviaction – Hanseatische Luftreederei GmbH  Co. KG) war eine deutsche Charterfluggesellschaft, die ihren Betrieb im Jahr 1973 eingestellt hat.

## Geschichte
Aviaction wurde am 22. Dezember 1969 von Privatinvestoren in Hamburg gegründet. Die Gesellschaft bestellte im Sommer 1970 drei Strahlflugzeuge des Typs Fokker F28-1000, von denen sie das erste am 26. Februar 1971 erhielt. Die 65-sitzige Fokker wurde als optimales Flugzeug angesehen, um solche Strecken zu bedienen, welche die größeren Charterfluggesellschaften Atlantis, Bavaria, Condor, Germanair und LTU nicht abdeckten. Das Unternehmen konnte mehrere Reiseveranstalter, darunter die Touristik Union International (TUI), als Vertragspartner gewinnen und begann seinen Betrieb am 28. März 1971 mit einem Charterflug von Hamburg nach Palma de Mallorca. Im April und Juli 1971 erhielt Aviaction ihre zwei anderen Fokker F28. Mit der Wartung der drei Flugzeuge wurde die norwegischen Fluggesellschaft Braathens S.A.F.E. beauftragt.
Im November 1971 erfolgte die Gründung des Tochterunternehmens Aviaction Kassel Flugtouristik, das ab Frühjahr 1972 mit einer Fokker F28 der Muttergesellschaft IT-Charterflüge vom Flughafen Kassel-Calden in den Mittelmeerraum durchführte. Aviaction geriet im Winter 1972/73 wegen unerwartet hoher Betriebskosten und der ungenügenden Auslastung ihrer Flugzeuge in wirtschaftliche Schwierigkeiten. Weil die Reichweite der Fokker F28 zu gering war, konnte das Unternehmen keine Nonstop-Verbindungen zu den wichtigen Winterzielen auf den Kanarischen Inseln anbieten und verlor dadurch Aufträge. Aus diesem Grund wurde im Januar 1973 eine Maschine für drei Monate an Braathens S.A.F.E. vermietet und die bereits getätigte Bestellung einer vierten Fokker storniert.
Die finanzielle Situation führte im Sommer 1973 dazu, dass sich das Unternehmen auf die Suche nach neuen Investoren begab. Die dänische Charterfluggesellschaft Sterling Airways zeigte anfangs Interesse an einer Übernahme, insbesondere um dadurch auf dem deutschen Chartermarkt Fuß zu fassen, setzte das Vorhaben aber nicht um. Aviaction stellte den Flugbetrieb zum Ende der Sommersaison am 30. Oktober 1973 ein, weil sie die laufenden Verbindlichkeiten nicht mehr begleichen konnte.

## Flotte
- Fokker F28-1000